# Rally di Polonia 2016
Il Rally di Polonia 2016, ufficialmente denominato 73rd PZM Rajd Polski, si è svolto dal 30 giugno al 3 luglio ed è stata la settima prova del campionato mondiale rally 2016 nonché la settantatreesima edizione della manifestazione nazionale polacca (la quarta con valenza mondiale).
L'evento è stato vinto dal norvegese Andreas Mikkelsen navigato dal connazionale Anders Jæger, al volante di una Volkswagen Polo R WRC della squadra ufficiale Volkswagen Motorsport II, davanti all'equipaggio estone composto da Ott Tänak e Raigo Mõlder su Ford Fiesta RS WRC del DMACK World Rally Team, in testa dall'ottava sino alla penultima speciale ma costretti poi a cedere la leadership a causa di una foratura; terza è giunta la coppia neozelandese formata da Hayden Paddon e John Kennard su Hyundai New Generation i20 WRC del team ufficiale Hyundai Motorsport.

## Itinerario

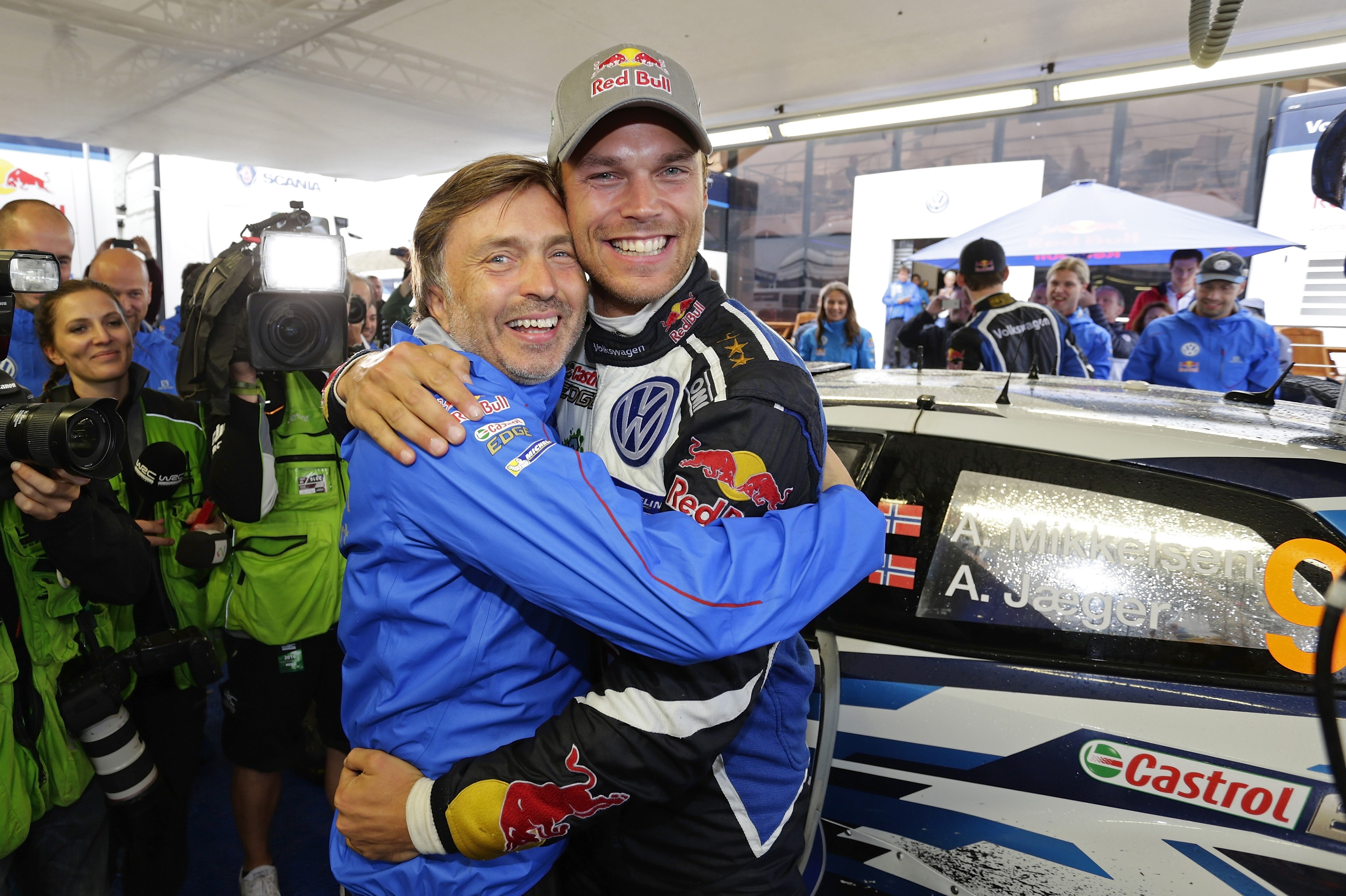
Andreas Mikkelsen (a destra) e il team principal VW Motorsport Jost Capito (a sinistra) ai festeggiamenti del Rally di Polonia 2016

La manifestazione si disputò interamente nelle campagne pianeggianti del Voivodato della Varmia-Masuria, estremo nord-est del paese, articolandosi in 21 prove speciali distribuite in quattro giorni per una distanza totale di 306,10 km ed ebbe sede a Mikołajki, presso il lago Śniardwy, dove venne allestito anche il parco assistenza per tutti i concorrenti e la cerimonia finale di premiazione. Il rally ebbe inizio giovedì 30 giugno alla Mikołajki Arena, il mini-circuito di 2,50 km realizzato nei pressi del parco stesso.
La seconda frazione (disputatasi venerdì 1º luglio) si articolava invece in due classiche sezioni di quattro prove ciascuno, da corrersi uno al mattino e uno al pomeriggio, nei territori ad est di Mikołajki, toccando il villaggio di Chmielewo (frazione di Orzysz) e i comuni rurali di Wieliczki, Świętajno e Stare Juchy; al termine delle suddette otto prove si tornò alla base per gareggiare nuovamente nella Mikołajki Arena.
Durante la terza giornata (sabato 2 luglio) gli equipaggi si spostarono verso nord, in prossimità del confine con l'enclave russa di Kaliningrad, per un loop di tre prove da ripetersi due volte, gareggiando a Gołdap, Stańczyki (frazione di Dubeninki) e Babki (frazione di Gołdap), concludendo poi con la terza prova all'interno della Mikołajki Arena.
Nella giornata finale di domenica 3 luglio si tornò nei pressi della sede del rally per le ultime quattro speciali, suddivise in due percorsi siti all'interno del territorio comunale di Mikołajki da ripetersi due volte: la prima in località Baranowo e la seconda, valevole anche come power stage nel secondo passaggio, a Sady.

## Risultati

### Classifica
| Pos.               | Pilota               | Co-pilota            | Auto                           | Squadra                  | Classe       | Tempo     | Distacco | Punti    |
| Generale           | Generale             | Generale             | Generale                       | Generale                 | Generale     | Generale  | Generale | Generale |
| ------------------ | -------------------- | -------------------- | ------------------------------ | ------------------------ | ------------ | --------- | -------- | -------- |
| 1.                 | Andreas Mikkelsen    | Anders Jæger         | Volkswagen Polo R WRC          | Volkswagen Motorsport II | WRC          | 2:37:34.4 |          | 25       |
| 2.                 | Ott Tänak            | Raigo Mõlder         | Ford Fiesta RS WRC             | DMACK World Rally Team   | WRC          | 2:38:00.6 | +26.2    | 18       |
| 3.                 | Hayden Paddon        | John Kennard         | Hyundai New Generation i20 WRC | Hyundai Motorsport       | WRC          | 2:38:02.9 | +28.5    | 15       |
| 4.                 | Thierry Neuville     | Nicolas Gilsoul      | Hyundai New Generation i20 WRC | Hyundai Motorsport       | WRC          | 2:38:03.7 | +29.3    | 13       |
| 5.                 | Jari-Matti Latvala   | Miikka Anttila       | Volkswagen Polo R WRC          | Volkswagen Motorsport    | WRC          | 2:38:08.2 | +33.8    | 12       |
| 6.                 | Sébastien Ogier      | Julien Ingrassia     | Volkswagen Polo R WRC          | Volkswagen Motorsport    | WRC          | 2:38:14.7 | +40.3    | 11       |
| 7.                 | Craig Breen          | Scott Martin         | Citroën DS3 WRC                | Abu Dhabi Total WRT      | WRC          | 2:39:35.8 | +2:01.4  | 6        |
| 8.                 | Mads Østberg         | Ola Fløene           | Ford Fiesta RS WRC             | M-Sport World Rally Team | WRC          | 2:40:39.0 | +3:04.6  | 4        |
| 9.                 | Stéphane Lefebvre    | Gabin Moreau         | Citroën DS3 WRC                | Abu Dhabi Total WRT      | WRC          | 2:42:46.4 | +5:12.0  | 2        |
| 10.                | Eric Camilli         | Benjamin Veillas     | Ford Fiesta RS WRC             | M-Sport World Rally Team | WRC          | 2:42:57.5 | +5:23.1  | 1        |
| WRC-2              |                      |                      |                                |                          |              |           |          |          |
| 1. (11.)           | Teemu Suninen        | Mikko Markkula       | Škoda Fabia R5                 | Team Oreca               | WRC-2        | 2:43:27.7 |          | 25       |
| 2. (13.)           | Elfyn Evans          | Craig Parry          | Ford Fiesta R5                 | M-Sport World Rally Team | WRC-2        | 2:44:17.3 | +49.6    | 18       |
| 3. (14.)           | Esapekka Lappi       | Janne Ferm           | Škoda Fabia R5                 | Škoda Motorsport         | WRC-2        | 2:46:00.4 | +2:32.7  | 15       |
| 4. (16.)           | Kajetan Kajetanowicz | Jarosław Baran       | Ford Fiesta R5                 | Lotos Rally Team         | WRC-2        | 2:50:00.5 | +6:32.8  | 12       |
| 5. (17.)           | Jarosław Kołtun      | Ireneusz Pleskot     | Ford Fiesta R5                 | C-Rally                  | WRC-2        | 2:54:04.1 | +10:36.4 | 10       |
| 6. (18.)           | Pierre-Louis Loubet  | Vincent Landais      | Citroën DS3 R5                 | -                        | WRC-2        | 2:54:29.2 | +11:01.5 | 8        |
| 7. (19.)           | Pontus Tidemand      | Jonas Andersson      | Škoda Fabia R5                 | Škoda Motorsport         | WRC-2        | 2:58:48.0 | +15:20.3 | 6        |
| 8. (20.)           | Nicolás Fuchs        | Fernando Mussano     | Škoda Fabia R5                 | -                        | WRC-2        | 2:59:27.5 | +15:59.8 | 4        |
| 9. (21.)           | Frigyes Turán        | Gábor Zsíros         | Ford Fiesta R5                 | Turán Motorsport SE      | WRC-2        | 3:00:57.2 | +17:29.5 | 2        |
| 10. (22.)          | Karl Kruuda          | Martin Järveoja      | Ford Fiesta R5                 | Drive DMACK Trophy Team  | WRC-2        | 3:02:13.5 | +18:45.8 | 1        |
| WRC-3 / Junior WRC |                      |                      |                                |                          |              |           |          |          |
| 1. (23.)           | Simone Tempestini    | Giovanni Bernacchini | Citroën DS3 R3 Max             | -                        | WRC-3 / JWRC | 3:04:11.3 |          | 25       |
| 2. (24.)           | Terry Folb           | Franck Le Floch      | Citroën DS3 R3 Max             | Sébastien Loeb Racing    | WRC-3 / JWRC | 3:07:33.6 | +3:22.3  | 18       |
| 3. (29.)           | Ole Christian Veiby  | Stig Rune Skjærmoen  | Citroën DS3 R3 Max             | Printsport               | WRC-3        | 3:10:13.5 | +6:02.2  | 15       |
| 4. (34.)           | Romain Martel        | Vanessa Lemoine      | Citroën DS3 R3 Max             | -                        | WRC-3 / JWRC | 3:12:04.3 | +7:53.0  | 12       |
| 5. (37.)           | Vincent Dubert       | Alexandre Coria      | Citroën DS3 R3 Max             | -                        | WRC-3 / JWRC | 3:13:09.7 | +8:58.4  | 10       |
| 6. (38.)           | Tomasz Gryc          | Michał Kuśnierz      | Peugeot 208 R2                 | Rallytechnology          | WRC-3        | 3:13:47.4 | +9:36.1  | 8        |
| 7. (44.)           | Łukasz Pieniążek     | Przemysław Mazur     | Citroën DS3 R3 Max             | -                        | WRC-3 / JWRC | 3:36:11.9 | +32:00.6 | 6        |
| 8. (47.)           | Michaël Burri        | Anderson Levratti    | Renault Clio RS R3T            | Renault Sport            | WRC-3        | 3:57:48.2 | +53:36.9 | 4        |
| 9. (48.)           | Mohamed Al-Mutawaa   | Stephen McAuley      | Citroën DS3 R3 Max             | Abu Dhabi Racing Team    | WRC-3 / JWRC | 3:58:10.6 | +53:59.3 | 2        |

| Icona | Note                                                                                 |
| ----- | ------------------------------------------------------------------------------------ |
| WRC   | Equipaggio di classe WRC che può conquistare punti per il campionato costruttori     |
| WRC   | Equipaggio di classe WRC che non può conquistare punti per il campionato costruttori |
| WRC-2 | Equipaggio registrato al campionato WRC-2                                            |
| WRC-3 | Equipaggio registrato al campionato WRC-3                                            |
| JWRC  | Equipaggio registrato al campionato Junior WRC                                       |
|       | Ulteriori classificazioni                                                            |

### Prove speciali
| Frazione            | Prova | Ora   | Nome                  | Lunghezza | Vincitori                                                 | Tempo   | Leader del rally                 |
| ------------------- | ----- | ----- | --------------------- | --------- | --------------------------------------------------------- | ------- | -------------------------------- |
| Frazione 1 (30 Giu) | SS1   | 19:08 | SSS Mikołajki Arena 1 | 2.50 km   | Thierry Neuville Nicolas Gilsoul                          | 1:46.2  | Thierry Neuville Nicolas Gilsoul |
| Frazione 2 (1º Lug) | SS2   | 07:15 | Chmielewo 1           | 6.52 km   | Hayden Paddon John Kennard                                | 3:15.9  | Ott Tänak Raigo Mõlder           |
| Frazione 2 (1º Lug) | SS3   | 09:00 | Wieliczki 1           | 17.30 km  | Andreas Mikkelsen Anders Jæger                            | 8:58.6  | Andreas Mikkelsen Anders Jæger   |
| Frazione 2 (1º Lug) | SS4   | 10:10 | Świętajno 1           | 21.14 km  | Ott Tänak Raigo Mõlder                                    | 10:04.8 | Andreas Mikkelsen Anders Jæger   |
| Frazione 2 (1º Lug) | SS5   | 10:55 | Stare Juchy 1         | 13.50 km  | Hayden Paddon John Kennard                                | 6:45.3  | Andreas Mikkelsen Anders Jæger   |
| Frazione 2 (1º Lug) | SS6   | 13:55 | Chmielewo 2           | 6.52 km   | Ott Tänak Raigo Mõlder                                    | 3:10.7  | Andreas Mikkelsen Anders Jæger   |
| Frazione 2 (1º Lug) | SS7   | 15:40 | Wieliczki 2           | 17.30 km  | Ott Tänak Raigo Mõlder                                    | 8:50.2  | Andreas Mikkelsen Anders Jæger   |
| Frazione 2 (1º Lug) | SS8   | 16:50 | Świętajno 2           | 21.14 km  | Ott Tänak Raigo Mõlder                                    | 9:54.0  | Ott Tänak Raigo Mõlder           |
| Frazione 2 (1º Lug) | SS9   | 17:35 | Stare Juchy 2         | 13.50 km  | Hayden Paddon John Kennard                                | 6:39.1  | Ott Tänak Raigo Mõlder           |
| Frazione 2 (1º Lug) | SS10  | 19:28 | SSS Mikołajki Arena 2 | 2.50 km   | Sébastien Ogier Julien Ingrassia e Ott Tänak Raigo Mõlder | 1:46.0  | Ott Tänak Raigo Mõlder           |
| Frazione 3 (2 Lug)  | SS11  | 09:55 | Gołdap 1              | 14.75 km  | Ott Tänak Raigo Mõlder                                    | 7:26.3  | Ott Tänak Raigo Mõlder           |
| Frazione 3 (2 Lug)  | SS12  | 11:25 | Stańczyki 1           | 25.27 km  | Ott Tänak Raigo Mõlder                                    | 13:40.7 | Ott Tänak Raigo Mõlder           |
| Frazione 3 (2 Lug)  | SS13  | 12:15 | Babki 1               | 21.02 km  | Ott Tänak Raigo Mõlder                                    | 10:16.5 | Ott Tänak Raigo Mõlder           |
| Frazione 3 (2 Lug)  | SS14  | 14:50 | Stańczyki 2           | 25.27 km  | Andreas Mikkelsen Anders Jæger                            | 13:27.2 | Ott Tänak Raigo Mõlder           |
| Frazione 3 (2 Lug)  | SS15  | 15:40 | Babki 2               | 21.02 km  | Stéphane Lefebvre Gabin Moreau                            | 10:04.3 | Ott Tänak Raigo Mõlder           |
| Frazione 3 (2 Lug)  | SS16  | 16:50 | Gołdap 2              | 14.75 km  | Jari-Matti Latvala Miikka Anttila                         | 7:29.5  | Ott Tänak Raigo Mõlder           |
| Frazione 3 (2 Lug)  | SS17  | 19:08 | SSS Mikołajki Arena 3 | 2.50 km   | Ott Tänak Raigo Mõlder                                    | 1:45.4  | Ott Tänak Raigo Mõlder           |
| Frazione 4 (2 Lug)  | SS18  | 08:20 | Baranowo 1            | 21.25 km  | Andreas Mikkelsen Anders Jæger                            | 10:43.5 | Ott Tänak Raigo Mõlder           |
| Frazione 4 (2 Lug)  | SS19  | 09:08 | Sady 1                | 8.55 km   | Sébastien Ogier Julien Ingrassia                          | 4:31.2  | Ott Tänak Raigo Mõlder           |
| Frazione 4 (2 Lug)  | SS20  | 10:50 | Baranowo 2            | 21.25 km  | Jari-Matti Latvala Miikka Anttila                         | 11:18.5 | Andreas Mikkelsen Anders Jæger   |
| Frazione 4 (2 Lug)  | SS21  | 12:08 | Sady 2 (Power Stage)  | 8.55 km   | Sébastien Ogier Julien Ingrassia                          | 4:47.0  | Andreas Mikkelsen Anders Jæger   |

### Power stage
| Pos. | No. | Pilota             | Co-pilota        | Auto                           | Classe | Tempo  | Distacco | Punti |
| ---- | --- | ------------------ | ---------------- | ------------------------------ | ------ | ------ | -------- | ----- |
| 1    | 1   | Sébastien Ogier    | Julien Ingrassia | Volkswagen Polo R WRC          | WRC    | 4:47.0 |          | 3     |
| 2    | 2   | Jari-Matti Latvala | Miikka Anttila   | Volkswagen Polo R WRC          | WRC    | 4:47.7 | +0.7     | 2     |
| 3    | 3   | Thierry Neuville   | Nicolas Gilsoul  | Hyundai New Generation i20 WRC | WRC    | 4:48.5 | +1.5     | 1     |